# Sven Vandenbroeck
Sven Ludwig Vandenbroeck (Vilvoorde, Bélgica, 22 de septiembre de 1979) es un exjugador y entrenador de fútbol belga. Actualmente dirige al Zulte Waregem de la Segunda División de Bélgica.

## Carrera como jugador
Sven debutó a los diecisiete años en el primer equipo del KV Malinas durante la temporada 1996-97. Jugó en la plantilla principal del club durante cuatro años, culminando con el ascenso a la máxima división en la temporada 1998-99. En 2000 fue traspasado al Roda JC por cinco temporadas, con el que se clasificó en tres ocasiones para una campaña europea. Posteriormente jugaría en De Graafschap, Akratitos, Lierse SK y el Løv-Ham noruego. Una lesión persistente en la rodilla puso fin a su carrera activa de catorce años en diciembre de 2010.

## Carrera como entrenador
Después de su carrera activa, comenzó una carrera como entrenador en julio de 2011 como entrenador del segundo equipo de KV Malinas. En el verano de 2013, tuvo un breve período de dos meses como entrenador asistente de Adrie Koster en el Club Africain de Túnez. Más tarde ese año comenzó a trabajar para el club griego de segunda división Fostiras FC, donde se convirtió en entrenador asistente de Jacky Mathijssen. Gracias a una brillante segunda vuelta (35 de 39) lograron un tercer puesto que les clasificó para los playoffs de ascenso. Fostiras, sin embargo, terminó último.
Tras su salida de Fostiras, Vandenbroeck empezó a trabajar para Niki Volos, que había ascendido de la Football League a la Superliga, como asistente de Wiljan Vloet. A mediados de septiembre de 2014, asumió temporalmente el cargo de entrenador del club, hasta que el club entró en liquidación un tiempo después. Durante las vacaciones de invierno de la temporada 2014-15, se reunió con Mathijssen en OH Leuven.
A mediados de febrero de 2016, se convirtió en asistente de Hugo Broos en la selección de Camerún. Bajo su liderazgo, ganaron la Copa Africana de Naciones 2017 en Gabón. Cuando Broos fue despedido de Camerún en febrero de 2018, también terminó la colaboración con Vandenbroeck.
En julio de 2018, Vandenbroeck se convirtió en entrenador de la selección nacional de Zambia. Dijo que comenzaría desde el "año cero". En febrero de 2019 se anunció que la Asociación de Fútbol de Zambia no renovaría su contrato en marzo de 2019, debido a que no se clasificó para la Copa Africana de Naciones 2019. Vandenbroeck luego afirmó que ya había renunciado pero que había aceptado quedarse hasta el final de su contrato.
En diciembre de 2019 fue nombrado entrenador del club Simba de Tanzania. Dejó el club el 7 de enero de 2021 y se convirtió en entrenador del club marroquí FAR Rabat dos días después.
El 16 de julio de 2022, Vandenbroeck fue confirmado entrenador del club Abha de Arabia Saudita. El 8 de octubre de 2022, fue despedido después de una derrota por 3-0 ante el Al-Nassr.
El 5 de mayo de 2023, fue anunciado como nuevo entrenador del Wydad AC tras la destitución de Juan Carlos Garrido, cuya actuación fue calificada de insatisfactoria por la afición. No obstante, 66 días después, se anunció que dejaría su cargo luego de la semifinal de la Copa del Trono para asumir el banquillo del CR Belouizdad.En octubre del mismo año, el equipo argelino anunció que dejaba al club de mutuo acuerdo.
El 24 de febrero de 2024, fue oficializado como entrenador del KSK Lierse hasta mediados de 2025.Luego de asegurar la permanencia, dejó el cargo para asumir al frente del Zulte Waregem. En abril de 2025, obtuvo el ascenso a la máxima categoría al finalizar en la primera posición de la Challenger Pro League.

## Clubes

### Como jugador
| Club          | País         | Año       |
| ------------- | ------------ | --------- |
| KV Malinas    | Bélgica      | 1996-2000 |
| Roda JC       | Países Bajos | 2000-2005 |
| De Graafschap | Países Bajos | 2005      |
| Akratitos     | Grecia       | 2006      |
| Lierse SK     | Bélgica      | 2006-2007 |
| C.S. Visé     | Bélgica      | 2007-2008 |
| Løv-Ham       | Noruega      | 2009-2010 |

### Como entrenador
| Club                | País           | Año           |
| ------------------- | -------------- | ------------- |
| Niki Volos          | Grecia         | 2014          |
| Selección de Zambia | Zambia         | 2018-2019     |
| Simba               | Tanzania       | 2019-2021     |
| FAR Rabat           | Marruecos      | 2021-2022     |
| Abha                | Arabia Saudita | 2022          |
| Wydad AC            | Marruecos      | 2023          |
| CR Belouizdad       | Argelia        | 2023          |
| KSK Lierse          | Bélgica        | 2024          |
| Zulte Waregem       | Bélgica        | 2024-presente |

## Palmarés

### Como entrenador

#### Campeonatos nacionales
| Título                      | Club          | País      | Año     |
| --------------------------- | ------------- | --------- | ------- |
| Tanzania Community Shield   | Simba         | Tanzania  | 2019    |
| Liga tanzana de fútbol      | Simba         | Tanzania  | 2019-20 |
| Copa Nyerere                | Simba         | Tanzania  | 2019-20 |
| Tanzania Community Shield   | Simba         | Tanzania  | 2020    |
| Copa del Trono              | FAR Rabat     | Marruecos | 2020-21 |
| Segunda División de Bélgica | Zulte Waregem | Bélgica   | 2024-25 |